# Egidio Falcetta
Egidio Falcetta, anche Falzetta e Falconetti (Cingoli, 1496 circa – Bertinoro, 10 luglio 1564), è stato un vescovo cattolico italiano.
Vissuto negli anni della Controriforma, fu uno dei cosiddetti "vescovi mercenari" che passavano da una diocesi all'altra per svolgere le mansioni di vicari per i colleghi più ricchi.

## Biografia
Lasciò le Marche nel secondo decennio del Cinquecento, per trasferirsi in Friuli al seguito del fratello Pietro Ludovico cancelliere del Capitolo di Concordia, di cui divenne coadiutore.
Laureatosi a Roma in utroque iure intorno al 1521, si sposò ed ebbe dei figli. Rimasto tuttavia vedovo, intraprese la carriera ecclesiastica divenendo uditore per il cardinale Antonio Maria Ciocchi del Monte. Dopo la morte di quest'ultimo (1533) passò al servizio del cardinale Marino Grimani, uno dei più potenti prelati dell'epoca: apparteneva a una cospicua famiglia veneziana che per quasi tutto il Cinquecento mandò suoi rappresentanti al vertice del patriarcato di Aquileia.
Il Falcetta si dimostrò sempre un servitore fedele e capace e negli oltre dodici anni di attività presso il Grimani ricoprì importanti incarichi. Già nel 1533 fu nominato governatore e gastaldo della diocesi di Concordia; più tardi fu uditore di Marco Grimani, fratello di Marino al quale quest'ultimo aveva ceduto il titolo patriarcale. Quando la morte di Marco sembrava imminente (e infatti spirò nel 1544, trasmettendo il titolo nuovamente a Marino), il 15 marzo 1542 il Falcetta venne nominato vescovo della diocesi di Caorle, posto lasciato vacante dalla morte del vicario patriarcale di Marino Grimani Sebastiano De Rubeis. Durante il suo episcopato, fece eseguire alcuni lavori di restauro nella cattedrale, di cui resta traccia in un'iscrizione apposta ad una trave che costituisce l'ossatura a capriate del soffitto:
(Restaurato il giorno 8 del mese di gennaio 1563)
Come ammise lo stesso Falcetta in una lettera al cardinal Farnese (1546) la cattedra caprulana gli assicurava solo una rendita misera, tuttavia accettò ugualmente l'incarico per poter continuare a lavorare per il Grimani data la vicinanza geografica alla sede di Aquileia.
Non è facile dare una valutazione della sua attività pastorale, nella sua diocesi così come in quella di Aquileia. Nel 1544 era a Piacenza come vicelegato del Grimani, ma l'anno successivo dovette tornare a Venezia, in quanto il cardinale aveva ottenuto in commenda la vicina diocesi di Ceneda, scontrandosi con il governo veneziano che vi rivendicava prerogative.
All'inizio del 1546 arrivò a Trento per partecipare al Concilio. Nel periodo dei lavori ebbe una sovvenzione di venticinque scudi al mese per ovviare alle sue ristrettezze economiche.
Nel corso dell'assemblea il Falcetta intervenne di frequente, pur mantenendo un atteggiamento discreto e volto ad ingraziarsi il pontefice e i suoi ministri. In occasione di un suo ritorno a Venezia, il 13 settembre successivo, ebbe l'incarico da parte dei legati papali di ammonire i tanti prelati che stavano mancando agli impegni conciliari per gli ozi mondani e culturali, tentati dalla vicinanza di Venezia e Padova. Gli sforzi del Falcetta in questo senso furono vani e nel febbraio del 1547 tornò a Trento.
Fu tra i prelati favorevoli al trasferimento del Concilio a Bologna e qui si trovava verso la fine dell'anno, quando il cardinale Giovanni Maria Ciocchi del Monte, vescovo di Pavia, gli chiese di amministrare la sua diocesi in qualità di vescovo ausiliare e vicario generale.
Il Falcetta accettò l'incarico e rimase a Pavia per circa due anni. Nel frattempo il cardinale Ciocchi del Monte era stato eletto papa con il nome di Giulio III e, evidentemente soddisfatto del suo operato, lo nominò governatore di Terni e Rieti. Due anni dopo, tuttavia, il Falcetta era nuovamente vicario, questa volta per conto dell'arcivescovo di Genova Girolamo Sauli.
Questa sua esperienza durò sette anni, durante i quali ebbe modo di distinguersi specialmente nella repressione delle infiltrazioni protestanti; a questo fine contattò Ignazio di Loyola che, tramite Diego Laínez, tentò di fondare a Genova un collegio di Gesuiti.
Nel 1559, morto il Sauli, svolse ancora l'incarico di vicario a Piacenza per conto di Bernardino Scotti. Il 30 settembre 1561, tuttavia, lasciò la città per tornare a Trento, quando il Concilio stava volgendo al termine. Quest'ultima fase lo vide assai partecipe: propose di combattere chi si serviva del Santissimo Sacramento a scopi magici e nel 1562 ebbe l'incarico di scrivere il decreto De residentia; infine, nel 1563 intervenne in difesa dei matrimoni clandestini.
Finalmente, il 30 gennaio 1563, papa Pio IV ne riconosceva i tanti servizi adempiuti e lo nominava vescovo di Bertinoro, diocesi meno povera di Caorle. Agli inizi del 1564 si recò in visita apostolica a Ravenna, sede metropolitana, per dirimere le vertenze insorte tra la città e l'arcivescovo - rinunciatario - Ranuccio Farnese. Morì a Bertinoro pochi mesi più tardi.